# Epatoblastoma
L'epatoblastoma è il tumore epatico più frequente dell'età infantile.

## Classificazione
Nella maggior parte dei casi il tumore si osserva nei bambini al di sotto dei due anni, la sede preferenziale è il lobo destro ma in una discreta percentuale dei casi possono essere affetti entrambi i lobi, o può esserci una multicentricità.
Si può classificare come:
- embrionale
- fetale
- misto
- indifferenziato
- macrotrabecolare

Solitamente si presenta come una lesione circondata da parenchima sano, anche se raramente può essere associato ad altre patologie epatiche.

## Clinica
Il tumore è nella maggior parte dei casi asintomatico e da segni di sé solamente quando diventa di cospicue dimensioni (dai 10 cm in poi),in stadio già avanzato. La sintomatologia è correlata soprattutto alla dimensione del tumore che porta a:
- sintomi da compressione degli organi vicini.
- epatomegalia.
- nausea, vomito, perdita di peso.

## Esami e diagnosi
L'alfa-feto proteina (AFP) è il marker sierologico più significativo e si presenta spesso a livelli molto elevati; di solito i valori di AFP sono superiori a 500 ng/ml. Viene usata sia per la diagnosi che nel follow-up per valutare l'efficacia della terapia.
Gli esami strumentali più utilizzati per la diagnosi sono:
- Ecografia
- TC (tomografia computerizzata)
- RM (risonanza magnetica nucleare)

## Terapia
La terapia è chirurgica, anche se solo una piccola parte dei tumori è resecabile (fra il 30-50 %); nei casi in cui non fosse possibile si può ricorrere al trapianto di fegato.
La chemioterapia può servire sia per il down-staging (riduzione dell'aggressività) del tumore, in modo tale da poter permettere una resezione, sia in presenza di tumore residuo dopo resezione.